# 메탈루르크 스타디움 (올말리크)
메탈루르크 스타디움(우즈베크어: Metallurg Olmaliq Stadioni)은 우즈베키스탄의 올말리크에 위치한 경기장으로, AGMK의 홈구장이다. 11,000명을 수용할 수 있다.